# Дмитрівка (Генічеський район)
Дми́трівка — село в Україні, в Іванівській селищній громаді Генічеського району Херсонської області. Населення становить 86 осіб.

## Історія
Згідно з переписом УРСР 1989 року чисельність наявного населення села становила 159 осіб, з яких 71 чоловік та 88 жінок.
За переписом населення України 2001 року в селі мешкало 85 осіб.
24 лютого 2022 року село тимчасово окуповане російськими військами під час російсько-української війни.

### Мова
Розподіл населення за рідною мовою за даними перепису 2001 року:
| Мова       | Відсоток |
| ---------- | -------- |
| українська | 77,91 %  |
| російська  | 22,09 %  |